# كايل ميلس (مؤلف)
كايل ميلس (بالإنجليزية: Kyle Mills)‏ (21 مارس 1966، أوريغون في الولايات المتحدة)؛ كاتب وروائي أمريكي.